# Freelancers (film)
Freelancers – amerykański dramat filmowy z 2012 roku w reżyserii Jessy Terrero. W głównych rolach występują Robert De Niro, Forest Whitaker, Curtis Jackson i Dana Delany. Premiera odbyła się 10 sierpnia w Nowym Jorku i Los Angeles. Natomiast 21 sierpnia został wydany w formatach DVD i Blu-ray. Wideo było realizowane w Nowym Orleanie, w stanie Luizjana.

## Fabuła
Po śmierci ojca, Malo (w tej roli Curtis Jackson) z dwójką przyjaciół dołącza do akademii policyjnej. Po jej ukończeniu trafia pod opiekę byłego partnera ojca, kapitana Sarcone (Robert De Niro). Z czasem zasila szeregi dowodzonego przez niego specjalnego oddziału, walczącego z przestępczością w mieście. Gdy zostaje wprowadzany w tajniki służby, uświadamia sobie, że próba lojalności będzie jego największym wyzwaniem.

## Obsada
- Robert De Niro jako Vic Sarcone
- Dana Delany jako Lydia Vecchio
- Forest Whitaker jako LaRue
- Beau Garrett jako Joey
- 50 Cent jako Malo
- Michael McGrady jako Robert Jude
- Matt Gerald jako Billy Morrison
- Jeff Chase jako Angie
- Malcolm Goodwin jako AD
- Ryan O'Nan jako Lucas
- Amin Joseph jako Shady
- Anabelle Acosta jako Cyn
- Cassie Shea Watson jako Karlin
- Roger Edwards jako Ricky